# Хърватска народна партия - либерални демократи
Хърватската народна партия – либерални демократи (на хърватски: Hrvatska narodna stranka – liberalni demokrati) е лявоцентристка социаллиберална политическа партия в Хърватия.
Тя е основана през 1990 година на основата на антикомунистическата Коалиция на народното съгласие. През 90-те години е една от малките парламентарно представени опозиционни партии. През 2000 – 2003 година участва в лявоцентристкото коалиционно правителство на Ивица Рачан. През 2000 година представителят на Хърватската народна партия Стиепан Месич е избран за президент и остава на този пост до 2010 година.
На изборите през 2011 година Хърватската народна партия – либерални демократи е като част от лявоцентристката Коалиция „Кукуригу“, която печели 40% от гласовете и партията получава 14 места в парламента. През 2015 година левоцентристката коалиция „Хърватия расте“ е втора с 33% от гласовете и партията получава 11 от 151 депутатски места. През 2016 година коалицията получава 34% от гласовете, а партията – 9 депутатски места.